# Тлисова, Фатима Яхьяевна
Фатима Яхьяевна Тлисова или Тлис (род. 1966) — российско-американская журналистка-расследовательница, выступающая в качестве эксперта по России. В конце 1990-х и начале 2000-х годов освещала  ситуацию на Северном Кавказе. С 2002 года Тлисова рассказывала об угрозах, предъявленных ей и её сыну со стороны правительств и спецслужб республик Северного Кавказа, а также со стороны правительства Владимира Путина. Она также заявляла об избиениях и пытках. В 2007 году Фатима Тлисова получила статус беженца в США. Является членом американского Национального фонда за демократию, где она выпускала статьи и документальные фильмы о журналистах, депортированных с Северного Кавказа.

## Биография
Фатима Тлис окончила Ставропольский государственный университет, получив образование в области русского языка и литературы.
Тлисова утверждала что подвергалась жестоким запугиваниям за свои сообщения о ходе федеральных кампаний по противодействию исламистским и чеченским повстанческим движениям в регионе Северного Кавказа. С 2002 года на неё якобы неоднократно нападали за репортажи, в которых она нелестно отзывалась о действиях правительств и спецслужб республик Северного Кавказа, а также федерального правительства Владимира Путина. Тлисова подвергалась избиениям, где ей ломали рёбра, её травили, похищали, гасили сигареты о кожу. Её сын-подросток также подвергся преследованию со стороны милиции.
После более чем месяца спекуляций в СМИ 28 июня 2007 года нью-йоркский Комитет защиты журналистов объявил, что Тлисова вместе с корреспондентом радио «Свобода» Юрием Багровым получила политическое убежище в США. После опровержения этого сообщения со стороны самой Тлисовой, было объявлено, что они получили «статус беженцев».

## Преследование
Впоследствии она стала главным редактором отдела Кавказа в информационном агентстве Regnum. С 2005 года она также сотрудничала с Associated Press. Была собственным корреспондентом «Новой газеты» по Северному Кавказу. Тлисова много путешествовала по региону, делая репортажи с пространства от Адыгеи до Дагестана.
Конфликт Тлисовой с властями начался в 2002 году, вскоре после того, в "Общей газете" вышла её статья о злоупотреблениях милиции в Чечне. Однажды ночью, после вечеринки, посвящённой её 36-летию, она спустилась к двери своего многоквартирного дома, чтобы проводить гостей. Когда они ушли, её затащили за угол и избили двое мужчин. У Тлисовой были зафиксированы переломы рёбер, сотрясение мозга и другие травмы.
В январе 2005 года Тлисова подверглась травле за серию статей об убийстве семи акционеров фирмы «Кавказцемент». Несколькими месяцами ранее они вступили в конфликт с её мажоритарным акционером Али Каитовым племянником президента Карачаево-Черкесской Республики Мустафы Батдыева. Вскоре после того, как они приехали к Каитову на его дачу, вблизи неё в течение получаса была слышна стрельба, все семеро мужчин пропали. Среди них был Расул Богатырев, депутат законодательного собрания республики. Семья убитого подняла шум в обществе, и это дело привлекло значительное внимание со стороны международной прессы. Родственники убитых написали Владимиру Путину, что, учитывая, что дача, возле которой пропали их сыновья, принадлежала зятю президента республики, они вынуждены выразить «категорическое недоверие как правоохранительным органам, так и органам государственной власти Карачаево-Черкесии» в расследовании этого дела. После месяца бездействия со стороны властей четыре из семи тел были найдены на дне шахты, они были расчленены и сожжены с использованием шин в качестве горючего. В ходе одного из больших митингов протестующие преодолели усиленную линию милиции и захватили дом правительства. Тлисова сообщала с места происшествия: «Почти все кабинеты в „Белом доме“ [здании правительства] были перерыты. Информации о местонахождении президента Батдыева пока нет. Почти все окна в здании разбиты. Окружающая территория заполнена бумагой и сломанной мебелью. Некоторые правительственные чиновники и министры наблюдают за событиями с улиц, прилегающих к Белому дому».
После освещения Тлисовой новых подробностей убийств МВД Кабардино-Балкарии отозвало её аккредитацию. Её обвинили в незаконном получении пенсии и возбудили уголовное дело, но позже закрыли его.
Вскоре после этого её как-то раз насильно посадили в машину. Затем сотрудники Федеральной службы безопасности (ФСБ) отвезли Тлисову в ближайший лес, где гасили сигареты на пальцах её правой руки, «чтобы лучше писала». Она также сообщала о двух случаях, когда ей казалось, что её отравили: один раз в октябре 2003 года, когда после нанесения крема для лица из баночки у себя дома, с неё начала слезать кожа на лица и пальцах, а другой раз, она потеряла сознание после того, как отхлебнула немного чая, что закончилось для неё серьёзными последствиями для сердца.
8 октября 2006 года, через день после убийства Анны Политковской в Москве, она отправила с поручением своего 16-летнего сына, и он не вернулся. В конце концов она выследила его путь до милицейского участка, где он был задержан пьяным милиционеров, внесшего его имя в список сочувствующих чеченским повстанцам. По данным правозащитников, люди из этих списков обычно подвергались жестоким избиениям и даже пропадали. В интервью Джиму Хайнцу из Associated Press Тлисова объясняла свое желание получить убежище следующим образом: "Вы знаете, что это за списки? Это списки сломанных жизней. Пьяный милиционер может средь бела дня затащить невиновного парня в участок и внести его в такой список, — я не хотела, чтобы это случилось с моим сыном".
Несколько недель спустя, однажды, придя ночью домой, Тлисова обнаружила у себя признаки того, что в её квартиру проникли. На следующее утро она сильно заболела и потеряла сознание. Медицинское обследование выявило острую почечную недостаточность, но через несколько дней она выздоровела, а её почки начали функционировать нормально. Тлисова посчитала, что злоумышленник подсыпал ей в еду яд .

## Политическое убежище и влияние на американо-российские отношения
В марте 2007 года Тлисова уехала в США на двухлетнюю программу по изучению журналистики. В начале марта газета The Sunday Times сообщила, что она попросила политического убежища, но сама она это опровергла. 1 июня издание «Кавказский узел» сообщило, что ей предоставили убежище, и слухи по этому поводу продолжали циркулировать.
28 июня 2007 года Тлисова и Багров вместе с представителями Комитета по защите журналистов встретились с Кокусом Конгресса США по правам человека под председательством Тома Лантоса. В пресс-релизе, выпущенном по итогам этой встречи, Комитет по защите журналистов сообщил: «Весной этого года, не имея возможности беспрепятственно продолжать свою работу, Багров и Тлисова получили политическое убежище и переселились в США». Однако через несколько дней информационное агентство Regnum процитировало её ответ на это заявление: «В том, что было сообщено обо мне, верно только одно: я действительно участвовала в дискуссии за круглым столом в Конгрессе США. Я остаюсь в Америке учиться; после него я намерена продолжить свою работу на Кавказе». В репортаже слухи о предоставлении ей убежища были названы «информационной кампанией». В какой-то момент соответствующий абзац в сообщении Комитета по защите журналистов также был изменён с примечанием редактора. В новом тексте говорилось, что Тлисова и Багров получили статус беженцев.
В своих интервью о переезде в США Тлисова отмечала чувство безопасности, которое он дало её семье, при этом отмечала, что не может молчать о насилии на её родине. В другой раз она сказала, что свою дальнейшую работу видит только на Кавказе.
Принятие у себя журналистов-диссидентов породило слухи о том, что США и их союзники занимают жёсткую позицию в отношении России. Особенно они усилились после того, как вскоре четыре российских дипломата были высланы из Великобритании из-за того, что Россия отказалась экстрадировать агента ФСБ Андрея Лугового, который подозревался в отравлении Александра Литвиненко.
Тлисова является членом американского Национального фонда за демократию, где она выпускала статьи и короткометражные документальные фильмы о журналистах, высланных с Северного Кавказа.

## Награды и почести
- Премия Рори Пека (2005)[15][16]
- Премия Герда Буцериуса за свободную прессу в Восточной Европе (2006)[17][18]
- Премия UK Media Amnesty International (2008)[15][19]
- Премия Хеллмана-Хаммета Human Rights Watch (2008)[15][20]
- Премия Луи Лайонса за совесть и добросовестность в журналистике (2009)[15][21].